# Ніколає Котош
Ніколає Котош (* 1883, с. Стража (рум. Straja, Південна Буковина), Австро-Угорська імперія — † 1959, місце смерті і поховання невідоме) — доктор теології, професор, ректор Чернівецького університету в 1927-1928 навчальному році

## Біографія
Професійна діяльність Ніколає Котоша пов'язана з Чернівецьким університетом, де у 1911 році його було обрано штатним професором кафедри фундаментальної теології.
Згодом він переїхав до Кишинева, де обіймав посади професора теологічного семінару (1918), заступника доцента (1919), титулярного професора (1924).
Повернувшись до викладацької діяльності у Чернівецькому університеті, Н. Котош обирався деканом теологічного факультету (1924—1927) і (1935—1936), а також ректором Чернівецького університету на 1927—1928 навчальний рік.
Помер Ніколає Котош в 1959 році.